# Csáky László (festő)

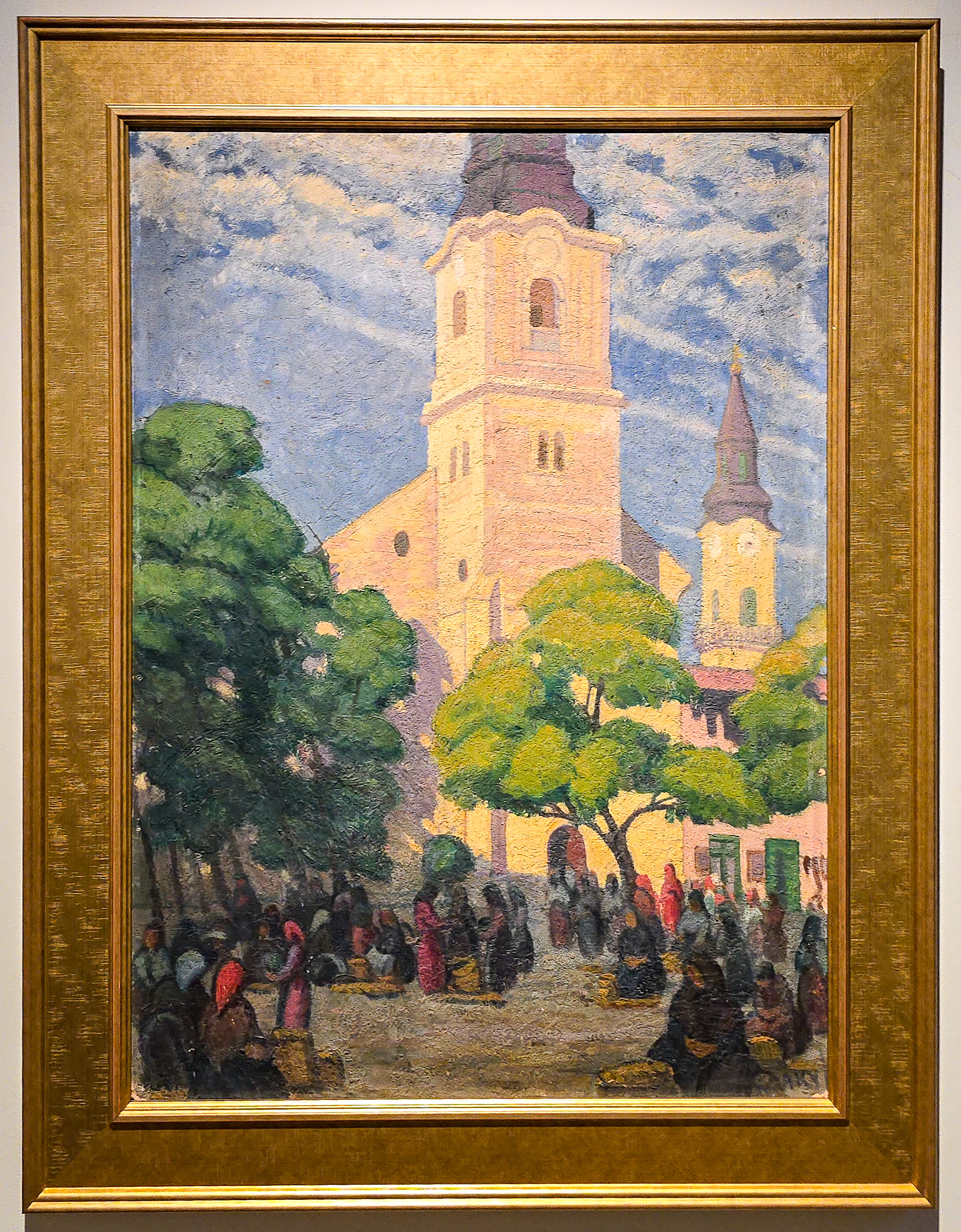
Kecskeméti látkép - Református templom (Kecskeméti Katona József Múzeum)

Csáky László, Csáky László Albert (Isaszeg, 1888. szeptember 14. – Abony, 1918. október 31.) festőművész, grafikus, rajztanár.

## Életrajz
Csáky János iparos és Ehrn Ilona fiaként született. Tanulmányait a budapesti Képzőművészeti Főiskolán végezte, majd a kecskeméti művésztelep nyári tanfolyamait látogatta. Mestere Olgyay Ferenc volt. Budapesten dolgozott mint festő és rajztanár. 1918-ban a Képírók, Képfaragók termében rendezett kiállítást műveiből. Egyik képét a Magyar Nemzeti Galéria őrzi. 1914. június 14-én Kecskeméten feleségül vette Örményi Mária festőművészt.
A Kecskeméti Napló korabeli cikkében az alábbi módon mutatja be a művészt:  A legszorgalmasabb növendékek közé tartozott , s oly tüneményesen haladt előre, hogy nagy mesterei Szinyei Merse Pál, Zemplényi Tivadar, Ferenczy Károly (festő), Hegedűs és Balló Ede elragadtatással nyilatkoztak róla s gyakran kijelentették, hogy a jövő generáció egyik vezéroszlopát látják benne. Csáky művészete a forrongó nagy erők harcát tünteti fel. A rendkívül sokoldalú, gazdag invenciójú, nagyérzésű művészlelkét zseniális intenciók zaja nyugtalanítja. S ez a folytonos ihletettség az, mely egyszer a bámulatos színek briliáns összhangját, máskor a vonalak, formák gigászi küzdelmét váltják ki ecsetéből. Ezek a tobzódó nagy lelki megindulások, lendülések, emelkedések, meglátások nagy alkotások, tüneményes karrier perspektíváit bontják ki előttünk. Vérbeli művész, aki mély érzésű költő is, lágy andalitó zenéjű lírikus, aki nem fotografál, hanem a való lélekből kirajzolt égi mását leheli vászonra. Szín és forma érzései kifogyhatatlanul gazdagok, kompozicionális képzelő ereje eredeti és lebilincselő, megoldásai értékesek s nem lehet észre venni rajta senkinek az utánzását sem. Alaphangulata olyan, mint a ragyogó napsugaras őszé, mely az érzések skáláján a felső hangokat csalja ki, ahol a fény bíbor és arany sugárokkal játszik, de azért a boldog idealizmus mellett is ott van a filozófus mély, de nem szentimentális bánatos merengése.
Bálint Aladár kritikus pedig így jellemzi Csáky művészetét a Nyugat egyik 1918-as számában: "Néhol a megcsinálás oly problémáival viaskodik, amelyek már az inasévek derekán sem problémák. A vidéken élő emberek félszegsége minduntalan kiüt vásznaiból. Azonban egészség, öröm, szeretet sugárzik ki nyers színeiből. Csáky jobb rajzoló, mint festő, ezt nemcsak vázlatai igazolják, hanem kompozícióinak felépítése is. Megérzi a tárgyak elhelyezkedésének törvényszerűségét, vonalai úgy szelik át a kép síkját és határolják el a formáit, hogy az mindig valami gyengéd ritmussá nemesedik."